# Enkel grupp
En enkel grupp är inom gruppteori en icke-trivial grupp, som endast har triviala normala delgrupper. Triviala normala delgrupper till en grupp G är gruppen G själv och den delgrupp, som endast består av enhetselementet.
G är enkel, om det för varje delgrupp H i G, sådan att
{\displaystyle \{e\}\subset H\subset G},
existerar minst ett element g i G, sådant att vänstersidoklassen gH är skild från högersidoklassen Hg, vilket även kan uttryckas så, att om g är ett element i G och h ett element i H, är för något g och h
{\displaystyle ghg^{-1}\notin H}.
Enkla grupper utgör "byggstenar" för bildandet av allmänna grupper, på liknande sätt som primtal för naturliga tal. De ändliga enkla grupperna är fullständigt klassificerade. Arbetet med detta tog lång tid, och krävde tunga datorberäkningar. Enkla grupper är också av intresse inom teoretisk fysik.
Den triviala gruppen G = {e} är enligt definitionen ovan inte en enkel grupp, vilket i jämförelsen med primtal motsvaras av att talet 1 inte är ett primtal.

## Exempel
Varje delgrupp till en abelsk grupp är normal, därför är en icke-trivial abelsk grupp enkel om och endast om den saknar icke-triviala delgrupper. Detta gäller om gruppen är cyklisk och av primtalsordning. Omvänt är varje grupp av primtalsordning cyklisk och därmed abelsk.
Det finns därför, så när som på isomorfi, endast en enkel grupp av varje primtalsordning, alltså av ordningarna 2, 3, 5, 7, 11, 13,... . Den minsta icke-abelska enkla gruppen är den alternerande gruppen A5, av ordning 60. Allmänt är An enkel för alla n ≥ 2 , utom för n = 4. (A1 är trivial och således per definition ej enkel, och A2 och A3 är cykliska av primtalsordningarna 2 respektive 3.)

## Historia
Enkla grupper har studerats åtminstone sedan tidig Galoisteori, då Évariste Galois förstod att alternerande grupperna, efter de fyra första, är enkla (och härmed inte lösbara), vilket är orsaken till att ekvationer av grad fem och högre inte i allmänhet kan lösas i radikaler.